# Psila sanguinolenta
Psila sanguinolenta är en tvåvingeart som beskrevs av Iwasa 1991. Psila sanguinolenta ingår i släktet Psila och familjen rotflugor. Inga underarter finns listade i Catalogue of Life.